# 2024년 하계 올림픽 칠레 선수단
2024년 하계 올림픽 칠레 선수단은 2024년 7월 26일부터 8월 11일까지 프랑스 파리에서 열린 2024년 하계 올림픽에 참가한 올림픽 칠레 선수단이다.
1896년 국가 데뷔 이후 칠레 선수들은 현대 하계 올림픽의 5회를 제외하고 모두 출전했다. 칠레는 전 세계적인 대공황 시기인 1932년 로스앤젤레스 하계 올림픽에 참가하지 않았고, 1980년 모스크바가 모스크바를 개최할 때도 미국 주도의 보이콧에 참여했다.
칠레 선수단의 개막식 기수는 니콜라스 하리와 안토니아 아브라암이 맡았다.

## 출전 선수
| 종목         | 남자 | 여자 | 전체 |
| ------------ | ---- | ---- | ---- |
| 골프         | 2    | 0    | 2    |
| 근대5종      | 1    | 0    | 1    |
| 레슬링       | 2    | 0    | 2    |
| 배구         | 2    | 0    | 2    |
| 사격         | 1    | 1    | 2    |
| 사이클       | 2    | 2    | 4    |
| 수영         | 1    | 1    | 2    |
| 승마         | 1    | 0    | 1    |
| 양궁         | 1    | 0    | 1    |
| 요트         | 1    | 1    | 2    |
| 유도         | 1    | 1    | 2    |
| 육상         | 6    | 3    | 9    |
| 조정         | 2    | 2    | 4    |
| 카누         | 0    | 3    | 3    |
| 탁구         | 1    | 2    | 3    |
| 태권도       | 1    | 1    | 2    |
| 테니스       | 3    | 0    | 3    |
| 트라이애슬론 | 2    | 0    | 2    |
| 펜싱         | 0    | 1    | 1    |
| 전체         | 30   | 18   | 48   |

## 메달 집계
| 종목 | 1 | 2 | 3 | 합계 |
| 종목 | ' | ' | ' | '    |
| 종목 | ' | ' | ' | '    |
| 종목 | ' | ' | ' | '    |
| 합계 | ' | ' | ' | '    |

- 프란시스카 크로베토(사격 금메달)
- 야스마니 아코스타(레슬링 은메달)

## 같이 보기
- 2024년 하계 올림픽